# IRL 2011

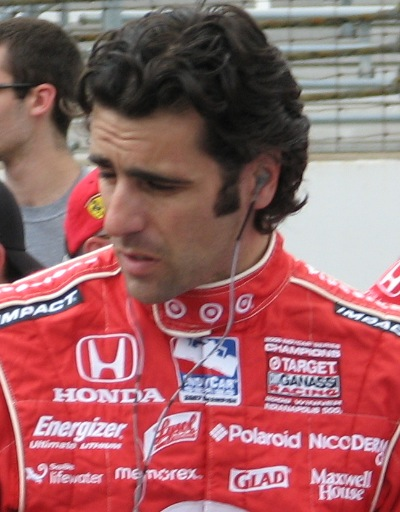
Dario Franchitti, campione IRL 2011.

La stagione 2011 della Izod IndyCar Series è stata la sedicesima nella storia della IndyCar Series.
Il campione è Dario Franchitti, che ha ottenuto il suo quarto titolo in IndyCar. La stagione è stata segnata dalla morte del pilota inglese Dan Wheldon, durante l'ultima gara della stagione (IZOD Indycar World Championship), sul Las Vegas Motor Speedway. L'incidente ha coinvolto altre 14 vetture. La gara è stata poi annullata.
Rookie of the Year è il canadese James Hinchcliffe.
Questa è stata l'ultima stagione per il telaio Dallara IR05, che viene sostituito nel 2012 dal DW12. Tra le novità in calendario le due gare sul circuito del Texas Motor Speedway.

## Calendario
- È stato annunciato il 10 settembre 2010.[1][2][3]

| Rnd | Data               | Nome della corsa                                                  | Circuito                     | Città                      | Orario               |
| --- | ------------------ | ----------------------------------------------------------------- | ---------------------------- | -------------------------- | -------------------- |
| 1   | 27 marzo           | Honda Grand Prix of St. Petersburg                                | Streets of St. Petersburg    | Saint Petersburg (Florida) | 12:30 p.m.           |
| 2   | 10 aprile          | Honda Indy Grand Prix of Alabama presented by Legacy Credit Union | Barber Motorsports Park      | Birmingham (Alabama)       | 3:00 p.m.            |
| 3   | 17 aprile          | Toyota Grand Prix of Long Beach                                   | Circuito di Long Beach       | Long Beach (California)    | 3:30 p.m.            |
| 4   | 1º maggio 2 maggio | Itaipava São Paulo Indy 300 presented by Nestlé                   | Streets of São Paulo         | San Paolo, Brasile         | 12:00 p.m. 8:00 a.m. |
| 5   | 29 maggio          | 95th Indianapolis 500                                             | Indianapolis Motor Speedway  | Speedway (Indiana)         | 11:00 a.m.           |
| 6   | 11 giugno          | Firestone Twin 275s                                               | Texas Motor Speedway         | Fort Worth (Texas)         | 8:00 p.m.            |
| 7   | 19 giugno          | The Milwaukee 225                                                 | Milwaukee Mile               | West Allis (Wisconsin)     | 3:30 p.m.            |
| 8   | 25 giugno          | Iowa Corn Indy 250 Presented by Pioneer                           | Iowa Speedway                | Newton (Iowa)              | 8:00 p.m.            |
| 9   | 10 luglio          | Honda Indy Toronto                                                | Exhibition Place             | Toronto                    | 2:00 p.m.            |
| 10  | 24 luglio          | Edmonton Indy                                                     | Edmonton City Centre Airport | Edmonton                   | 2:00 p.m.            |
| 11  | 7 agosto           | Honda 200 at Mid-Ohio presented by Westfield Insurance            | Mid-Ohio Sports Car Course   | Lexington, Ohio            | 2:00 p.m.            |
| 12  | 14 agosto          | MoveThatBlock.com Indy 225                                        | New Hampshire Motor Speedway | Loudon (New Hampshire)     | 3:30 p.m.            |
| 13  | 28 agosto          | Indy Grand Prix of Sonoma                                         | Infineon Raceway             | Sonoma (California)        | 4:00 p.m.            |
| 14  | 4 settembre        | Baltimore Grand Prix                                              | Streets of Baltimore         | Baltimora, Maryland        | 2:00 p.m.            |
| 15  | 18 settembre       | Indy Japan: The Final                                             | Twin Ring Motegi             | Motegi, Giappone           | 11:00 p.m.           |
| 16  | 2 ottobre          | Kentucky Indy 300                                                 | Kentucky Speedway            | Sparta, Kentucky           | 2:00 p.m.            |
| 17  | 16 ottobre         | IZOD IndyCar World Championship Presented by Honda                | Las Vegas Motor Speedway     | Las Vegas, Nevada          | 3:30 p.m.            |

     Ovali/Speedway
     Stradali/Cittadini
- Il São Paulo Indy 300 è iniziato domenica 1º maggio, ed è terminato lunedì 2 maggio, a causa di una pioggia torrenziale.[4]
- L'Indy Japan 300 si sarebbe dovuto svolgere sull'ovale, ma è stato spostato sul circuito stradale del Twin Ring Motegi a causa dei danni causati dal Terremoto e maremoto del Tōhoku del 2011.[5]

## Team e piloti
- Tutti i team utilizzano telai Dallara, motori Honda e gomme Firestone. (R) indica un pilota rookie.

| Team                           | #  | Pilota                     | Sponsor                                                                   | Note |
| ------------------------------ | -- | -------------------------- | ------------------------------------------------------------------------- | --- |
| Chip Ganassi Racing            | 9  | Scott Dixon                | Target                                                                    | |
| Chip Ganassi Racing            | 10 | Dario Franchitti           | Target                                                                    | |
| Chip Ganassi Racing            | 38 | Graham Rahal               | Service Central                                                           | |
| Chip Ganassi Racing            | 83 | Charlie Kimball (R)        | Novo Nordisk                                                              | |
| Team Penske                    | 3  | Hélio Castroneves          | Shell/AAA/Penske Truck Rental/Cerveja Itaipava/GuidePoint Systems/Hitachi | |
| Team Penske                    | 6  | Ryan Briscoe               | Izod/PPG/Penske Truck Rental/GuidePoint Systems/Hitachi                   | |
| Team Penske                    | 12 | Will Power                 | Verizon Wireless                                                          | |
| Andretti Autosport             | 7  | Danica Patrick             | GoDaddy.com                                                               | |
| Andretti Autosport             | 26 | Marco Andretti             | Venom Energy Drink/Dr Pepper                                              | |
| Andretti Autosport             | 27 | Mike Conway                | Buffalo Wild Wings/Dr Pepper/7-Eleven/GoDaddy.com/DHL                     | |
| Andretti Autosport             | 28 | Ryan Hunter-Reay           | DHL/Sun Drop/Circle K/GoDaddy.com                                         | |
| Andretti Autosport             | 43 | John Andretti              | Window World                                                              | solo Indy 500; in partnership con Richard Petty Motorsports                                                                                        |
| Panther Racing                 | 4  | J. R. Hildebrand (R)       | U.S. National Guard                                                       | |
| Panther Racing                 | 44 | Buddy Rice                 | Fuzzy's Vodka                                                             | 3 gare: Indy 500, Kentucky, e Las Vegas |
| Dreyer & Reinbold Racing       | 11 | Davey Hamilton             | Hewlett-Packard                                                           | 3 gare: Indy 500, Texas e Las Vegas |
| Dreyer & Reinbold Racing       | 22 | Justin Wilson              | Z-Line Designs/Dad's Root Beer/Walmart                                    | Wilson ha sofferto una stagione interminabile a causa di un infortunio alla schiena durante le prove libere a Mid-Ohio.                            |
| Dreyer & Reinbold Racing       | 22 | Simon Pagenaud (R)         | Roll Coater                                                               | Rimpiazza Wilson a Mid-Ohio. |
| Dreyer & Reinbold Racing       | 22 | Tomas Scheckter            | MoveThatBlock.com                                                         | Rimpiazza Wilson a Loudon. |
| Dreyer & Reinbold Racing       | 22 | Giorgio Pantano (R)        | Tran Systems/Z-Line Designs/Dad's Root Beer/WIX Filters                   | Rimpiazza Wilson a Infineon, Baltimore, e Motegi.                                                                                                  |
| Dreyer & Reinbold Racing       | 22 | Townsend Bell              | Valspar/Dad's Root Beer                                                   | Rimpiazza Wilson a Kentucky e Las Vegas. |
| Dreyer & Reinbold Racing       | 23 | Paul Tracy                 | WIX Filters                                                               | solo Indy 500 |
| Dreyer & Reinbold Racing       | 24 | Ana Beatriz (R)            | Petroleo Ipiranga/Lubrizol                                                | sostituisce Pagenaud a causa di un infortunio al polso a Barber.                                                                                   |
| Dreyer & Reinbold Racing       | 24 | Simon Pagenaud (R)         | Team Ipiranga/BlazeMaster                                                 | sostituisce Pagenaud a causa di un infortunio al polso a Barber.                                                                                   |
| A. J. Foyt Enterprises         | 14 | Vítor Meira                | ABC Supply Company / DHL                                                  | |
| A. J. Foyt Enterprises         | 41 | Bruno Junqueira            | ABC Supply Company / DHL                                                  | solo Indy 500 – Junqueira ha qualificato l'auto, ma è sostituito da Hunter-Reay dopo una trattativa con Andretti Autosport.                        |
| A. J. Foyt Enterprises         | 41 | Ryan Hunter-Reay           | ABC Supply Company / DHL                                                  | solo Indy 500 – Junqueira ha qualificato l'auto, ma è sostituito da Hunter-Reay dopo una trattativa con Andretti Autosport.                        |
| Sam Schmidt Motorsports        | 17 | Martin Plowman (R)         | Snowball Express/Magnum boots/Advantica/Freem/K.E.P.                      | 3 gare: Mid-Ohio, Sonoma e Baltimore; in partnership con AFS Racing e Kingdom Racing                                                               |
| Sam Schmidt Motorsports        | 17 | Hideki Mutoh               | Formula Dream                                                             | solo Motegi; partnership con AFS Racing |
| Sam Schmidt Motorsports        | 17 | Wade Cunningham (R)        | Creatherm                                                                 | Kentucky e Las Vegas; partnership con AFS Racing                                                                                                   |
| Sam Schmidt Motorsports        | 77 | Alex Tagliani              | Bowers & Wilkins                                                          | tutte le gare escluso Kentucky e Las Vegas |
| Sam Schmidt Motorsports        | 77 | Dan Wheldon                | Bowers & Wilkins                                                          | 2 gare: Kentucky e Las Vegas and Las Vegas only |
| Sam Schmidt Motorsports        | 88 | Jay Howard                 | Service Central                                                           | 2 gare: Indy 500 e Texas; partnership con Rahal Letterman Lanigan Racing                                                                           |
| Sam Schmidt Motorsports        | 99 | Townsend Bell              | Herbalife/Schmidt Pelfrey Racing                                          | solo Indy 500 |
| Sam Schmidt Motorsports        | 99 | Wade Cunningham (R)        | Creatherm                                                                 | solo Texas |
| HVM Racing                     | 78 | Simona de Silvestro        | Entergy/Purdue University                                                 | Rinuncia al round di Sonoma. |
| HVM Racing                     | 78 | Simon Pagenaud (R)         | Entergy/Purdue University                                                 | Rimpiazza de Silvestro a Sonoma. |
| KV Racing Technology – Lotus   | 5  | Takuma Satō                | Lotus Cars/Panasonic/MonaVie                                              | |
| KV Racing Technology – Lotus   | 59 | E. J. Viso                 | Lotus Cars/PDVSA                                                          | |
| KV Racing Technology – Lotus   | 82 | Tony Kanaan                | Lotus Cars/GEICO/Cerveja Itaipava                                         | |
| Dale Coyne Racing              | 18 | James Jakes (R)            | Acorn Stairlifts/Boy Scouts of America                                    | |
| Dale Coyne Racing              | 19 | Sébastien Bourdais         | Boy Scouts of America                                                     | solo Stradali e Cittadini |
| Dale Coyne Racing              | 19 | Alex Lloyd                 | Boy Scouts of America                                                     | solo Ovali |
| Newman/Haas Racing             | 2  | Oriol Servià               | Telemundo/CDW                                                             | ha usato il numero #02 a Saint Petersburg |
| Newman/Haas Racing             | 06 | James Hinchcliffe (R)      | Eric Sprott & Sprott Inc.                                                 | tutte le gare esclusa Saint Petersburg |
| Conquest Racing                | 34 | Sebastián Saavedra (R)     | Bogotà es Mundial                                                         | tutte le gare escluse Motegi e Kentucky |
| Conquest Racing                | 34 | João Paulo de Oliveira (R) | Ceremony Group                                                            | solo Motegi |
| Conquest Racing                | 34 | Dillon Battistini (R)      |                                                                           | solo Kentucky |
| Conquest Racing                | 36 | Pippa Mann (R)             | Loctite/Armando Montelongo                                                | solo Indy 500 |
| Part time                      |    |                            |                                                                           | |
| AFS Racing                     | 17 | Raphael Matos              | Automatic Fire Sprinklers                                                 | 5 gare: Saint Petersburg, Barber, Long Beach, São Paulo e Indy 500                                                                                 |
| Sarah Fisher Racing            | 57 | Tomas Scheckter            | Angie's List                                                              | solo Las Vegas |
| Sarah Fisher Racing            | 67 | Ed Carpenter               | Dollar General                                                            | 10 gare: Indy 500, Texas, Milwaukee, Iowa, Mid-Ohio, Loudon, Sonoma, Baltimore, Kentucky e Las Vegas                                               |
| Dragon Racing                  | 8  | Paul Tracy                 | Ralphs/Motegi Wheels/Make-A-Wish Foundation/ARMA Energy SNX               | 5 gare: Long Beach, Texas, Toronto, Edmonton e Las Vegas                                                                                           |
| Dragon Racing                  | 8  | Ho-Pin Tung (R)            | Mouser Electronics                                                        | solo Indy 500; partnership con Sam Schmidt Motorsports                                                                                             |
| Dragon Racing                  | 20 | Scott Speed (R)            | Fuzzy's Vodka/Vizio                                                       | solo Indy 500 Carpentier ha cercato di qualificarsi con l'auto numero 20 alla 500 Miglia di Indianapolis, poi il suo posto è stato preso da Speed. |
| Dragon Racing                  | 20 | Patrick Carpentier         | Fuzzy's Vodka/Vizio                                                       | solo Indy 500 Carpentier ha cercato di qualificarsi con l'auto numero 20 alla 500 Miglia di Indianapolis, poi il suo posto è stato preso da Speed. |
| Dragon Racing                  | 88 | Ho-Pin Tung (R)            | Mouser Electronics                                                        | solo Sonoma; partnership con Sam Schmidt Motorsports                                                                                               |
| SH Racing                      | 07 | Tomas Scheckter            | REDLINE Xtreme Energy Drink                                               | 2 gare: Indy 500 e Baltimora; partnership con KV Racing Technology – Lotus a Indy e con Dreyer & Reinbold Racing a Baltimora.                      |
| Bryan Herta Autosport          | 98 | Dan Wheldon                | William Rast/Curb Records                                                 | solo Indy 500 |
| Bryan Herta Autosport          | 98 | Alex Tagliani              | William Rast/Curb Records                                                 | solo Las Vegas |
| Rahal Letterman Lanigan Racing | 15 | Jay Howard                 | Service Central                                                           | solo Las Vegas |
| Rahal Letterman Lanigan Racing | 30 | Bertrand Baguette          | Royal Automobile Club of Belgium                                          | solo Indy 500 |
| Rahal Letterman Lanigan Racing | 30 | Pippa Mann (R)             | National Tire and Battery/Big O Tires                                     | 3 gare: Loudon, Kentucky e Las Vegas |

## Risultati
| Rd. | Gara             | Pole position    | Giro veloce            | Più giri in testa      | Pilota vincitore       | Team vincitore         |
| --- | ---------------- | ---------------- | ---------------------- | ---------------------- | ---------------------- | ---------------------- |
| 1   | Saint Petersburg | Will Power       | Hélio Castroneves      | Dario Franchitti       | Dario Franchitti       | Chip Ganassi Racing    |
| 2   | Barber           | Will Power       | Scott Dixon            | Will Power             | Will Power             | Team Penske            |
| 3   | Long Beach       | Will Power       | Dario Franchitti       | Ryan Briscoe           | Mike Conway            | Andretti Autosport     |
| 4   | São Paulo        | Will Power       | Simona de Silvestro    | Will Power             | Will Power             | Team Penske            |
| 5   | Indianapolis     | Alex Tagliani    | Dario Franchitti       | Scott Dixon            | Dan Wheldon            | Bryan Herta Autosport  |
| 6A  | Texas            | Alex Tagliani    | E. J. Viso             | Dario Franchitti       | Dario Franchitti       | Chip Ganassi Racing    |
| 6B  | Texas            | Tony Kanaan      | Scott Dixon            | Will Power             | Will Power             | Team Penske            |
| 7   | Milwaukee        | Dario Franchitti | Dario Franchitti       | Dario Franchitti       | Dario Franchitti       | Chip Ganassi Racing    |
| 8   | Iowa             | Takuma Satō      | Alex Tagliani          | Dario Franchitti       | Marco Andretti         | Andretti Autosport     |
| 9   | Toronto          | Will Power       | Justin Wilson          | Will Power             | Dario Franchitti       | Chip Ganassi Racing    |
| 10  | Edmonton         | Takuma Satō      | Sébastien Bourdais     | Will Power             | Will Power             | Team Penske            |
| 11  | Mid-Ohio         | Scott Dixon      | Scott Dixon            | Scott Dixon            | Scott Dixon            | Chip Ganassi Racing    |
| 12  | New Hampshire    | Dario Franchitti | Scott Dixon            | Dario Franchitti       | Ryan Hunter-Reay       | Andretti Autosport     |
| 13  | Sonoma           | Will Power       | Will Power             | Will Power             | Will Power             | Team Penske            |
| 14  | Baltimora        | Will Power       | Will Power             | Will Power             | Will Power             | Team Penske            |
| 15  | Motegi           | Scott Dixon      | Giorgio Pantano        | Scott Dixon            | Scott Dixon            | Chip Ganassi Racing    |
| 16  | Kentucky         | Will Power       | Ed Carpenter           | Dario Franchitti       | Ed Carpenter           | Sarah Fisher Racing    |
| 17  | Las Vegas        | Tony Kanaan      | Annullata dopo 13 giri | Annullata dopo 13 giri | Annullata dopo 13 giri | Annullata dopo 13 giri |

## Resoconti

### Round 1: Honda Grand Prix of Saint Petersburg
- Distanza 100 giri[14][15][16]

| Podio | Podio   | Podio | Podio            | Podio                        | Podio | Podio        | Podio         | Podio |
| Pos   | Griglia | #     | Pilota           | Team                         | Giri  | Tempo        | Giri in testa |       |
| ----- | ------- | ----- | ---------------- | ---------------------------- | ----- | ------------ | ------------- | ----- |
| 1     | 2       | 10    | Dario Franchitti | Chip Ganassi Racing          | 100   | 2:00:59.6886 | 94            |       |
| 2     | 1       | 12    | Will Power       | Team Penske                  | 100   | +7.1612      | 6             |       |
| 3     | 8       | 82    | Tony Kanaan      | KV Racing Technology – Lotus | 100   | +16.1045     | 0             |       |

### Round 2: Indy Grand Prix of Alabama presented by Legacy
- Distanza 90 giri[17][18]

| Podio | Podio   | Podio | Podio            | Podio               | Podio | Podio        | Podio         | Podio |
| Pos   | Griglia | #     | Pilota           | Team                | Giri  | Tempo        | Giri in testa |       |
| ----- | ------- | ----- | ---------------- | ------------------- | ----- | ------------ | ------------- | ----- |
| 1     | 1       | 12    | Will Power       | Team Penske         | 90    | 2:14:42.9523 | 90            |       |
| 2     | 3       | 9     | Scott Dixon      | Chip Ganassi Racing | 90    | +3.3828      | 0             |       |
| 3     | 7       | 10    | Dario Franchitti | Chip Ganassi Racing | 90    | +15.5243     | 0             |       |

### Round 3: Toyota Grand Prix of Long Beach
- Distanza 85 giri[19]

| Podio | Podio   | Podio | Podio            | Podio               | Podio | Podio        | Podio         | Podio |
| Pos   | Griglia | #     | Pilota           | Team                | Giri  | Tempo        | Giri in testa |       |
| ----- | ------- | ----- | ---------------- | ------------------- | ----- | ------------ | ------------- | ----- |
| 1     | 3       | 27    | Mike Conway      | Andretti Autosport  | 85    | 1:53:11.1000 | 14            |       |
| 2     | 12      | 6     | Ryan Briscoe     | Team Penske         | 85    | +6.3203      | 35            |       |
| 3     | 7       | 10    | Dario Franchitti | Chip Ganassi Racing | 85    | +6.7163      | 0             |       |

### Round 4: Itaipava São Paulo Indy 300 presented by Nestle
- Distanza 75 giri[4]

| Podio | Podio   | Podio | Podio        | Podio               | Podio | Podio        | Podio         | Podio |
| Pos   | Griglia | #     | Pilota       | Team                | Giri  | Tempo        | Giri in testa |       |
| ----- | ------- | ----- | ------------ | ------------------- | ----- | ------------ | ------------- | ----- |
| 1     | 1       | 12    | Will Power   | Team Penske         | 55    | 2:04:05.2964 | 32            |       |
| 2     | 5       | 38    | Graham Rahal | Chip Ganassi Racing | 55    | +4.6723      | 0             |       |
| 3     | 4       | 6     | Ryan Briscoe | Team Penske         | 55    | +7.9037      | 0             |       |

### Round 5: 95th Indianapolis 500
- Distanza 200 giri[20][21]

| Podio | Podio   | Podio | Podio            | Podio                 | Podio | Podio        | Podio         | Podio |
| Pos   | Griglia | #     | Pilota           | Team                  | Giri  | Tempo        | Giri in testa |       |
| ----- | ------- | ----- | ---------------- | --------------------- | ----- | ------------ | ------------- | ----- |
| 1     | 6       | 98    | Dan Wheldon      | Bryan Herta Autosport | 200   | 2:56:11.7267 | 1             |       |
| 2     | 12      | 4     | J. R. Hildebrand | Panther Racing        | 200   | +2.1086      | 7             |       |
| 3     | 29      | 38    | Graham Rahal     | Chip Ganassi Racing   | 200   | +5.5949      | 6             |       |

### Round 6: Firestone Twin 275s
- Distanza 2 gare di 114 giri[22][23]

| Gara 1 - Podio | Gara 1 - Podio | Gara 1 - Podio | Gara 1 - Podio   | Gara 1 - Podio      | Gara 1 - Podio | Gara 1 - Podio | Gara 1 - Podio | Gara 1 - Podio |
| Pos            | Griglia        | #              | Pilota           | Team                | Giri           | Tempo          | Giri in testa  |                |
| -------------- | -------------- | -------------- | ---------------- | ------------------- | -------------- | -------------- | -------------- | -------------- |
| 1              | 2              | 10             | Dario Franchitti | Chip Ganassi Racing | 114            | 54:47.2787     | 110            |                |
| 2              | 7              | 9              | Scott Dixon      | Chip Ganassi Racing | 114            | +0.0527        | 1              |                |
| 3              | 3              | 12             | Will Power       | Team Penske         | 114            | +0.2064        | 0              |                |
|                |                |                |                  |                     |                |                |                |                |
| Gara 2 - Podio |                |                |                  |                     |                |                |                |                |
| Pos            | Griglia        | #              | Pilota           | Team                | Giri           | Tempo          | Giri in testa  |                |
| 1              | 3              | 12             | Will Power       | Team Penske         | 114            | 48:08.9739     | 68             |                |
| 2              | 18             | 9              | Scott Dixon      | Chip Ganassi Racing | 114            | +0.9466        | 1              |                |
| 3              | 12             | 6              | Ryan Briscoe     | Team Penske         | 114            | +4.6524        | 3              |                |

### Round 7: Milwaukee 225
- Distanza 225 giri[24][25]

| Podio | Podio   | Podio | Podio            | Podio               | Podio | Podio        | Podio         | Podio |
| Pos   | Griglia | #     | Pilota           | Team                | Giri  | Tempo        | Giri in testa |       |
| ----- | ------- | ----- | ---------------- | ------------------- | ----- | ------------ | ------------- | ----- |
| 1     | 1       | 10    | Dario Franchitti | Chip Ganassi Racing | 225   | 1:56:43.5877 | 161           |       |
| 2     | 12      | 38    | Graham Rahal     | Chip Ganassi Racing | 225   | +1.4271      | 0             |       |
| 3     | 10      | 2     | Oriol Servià     | Newman/Haas Racing  | 225   | +2.7703      | 0             |       |

### Round 8: Iowa Corn Indy 250
- Distanza 250 giri[26][27]

| Podio | Podio   | Podio | Podio          | Podio                        | Podio | Podio        | Podio         | Podio |
| Pos   | Griglia | #     | Pilota         | Team                         | Giri  | Tempo        | Giri in testa |       |
| ----- | ------- | ----- | -------------- | ---------------------------- | ----- | ------------ | ------------- | ----- |
| 1     | 17      | 26    | Marco Andretti | Andretti Autosport           | 250   | 1:53:00.1074 | 42            |       |
| 2     | 3       | 82    | Tony Kanaan    | KV Racing Technology – Lotus | 250   | +0.7932      | 25            |       |
| 3     | 23      | 9     | Scott Dixon    | Chip Ganassi Racing          | 250   | +1.1067      | 0             |       |

### Round 9: Honda Indy Toronto
- Distanza 85 giri[28][29]

| Podio | Podio   | Podio | Podio            | Podio               | Podio | Podio        | Podio         | Podio |
| Pos   | Griglia | #     | Pilota           | Team                | Giri  | Tempo        | Giri in testa |       |
| ----- | ------- | ----- | ---------------- | ------------------- | ----- | ------------ | ------------- | ----- |
| 1     | 3       | 10    | Dario Franchitti | Chip Ganassi Racing | 85    | 1:56:32.1501 | 30            |       |
| 2     | 2       | 9     | Scott Dixon      | Chip Ganassi Racing | 85    | +0.7345      | 0             |       |
| 3     | 8       | 28    | Ryan Hunter-Reay | Andretti Autosport  | 85    | +6.0144      | 0             |       |

### Round 10: Edmonton Indy
- Distanza 80 giri[30]

| Podio | Podio   | Podio | Podio             | Podio               | Podio | Podio        | Podio         | Podio |
| Pos   | Griglia | #     | Pilota            | Team                | Giri  | Tempo        | Giri in testa |       |
| ----- | ------- | ----- | ----------------- | ------------------- | ----- | ------------ | ------------- | ----- |
| 1     | 2       | 12    | Will Power        | Team Penske         | 80    | 1:57:22.5177 | 57            |       |
| 2     | 9       | 3     | Hélio Castroneves | Team Penske         | 80    | +0.8089      | 1             |       |
| 3     | 4       | 10    | Dario Franchitti  | Chip Ganassi Racing | 80    | +1.1735      | 2             |       |

### Round 11: Honda Indy 200
- Distanza 85 giri[31]

| Podio | Podio   | Podio | Podio            | Podio               | Podio | Podio        | Podio         | Podio |
| Pos   | Griglia | #     | Pilota           | Team                | Giri  | Tempo        | Giri in testa |       |
| ----- | ------- | ----- | ---------------- | ------------------- | ----- | ------------ | ------------- | ----- |
| 1     | 1       | 9     | Scott Dixon      | Chip Ganassi Racing | 85    | 1:48:46.9509 | 50            |       |
| 2     | 3       | 10    | Dario Franchitti | Chip Ganassi Racing | 85    | +7.6508      | 4             |       |
| 3     | 5       | 28    | Ryan Hunter-Reay | Andretti Autosport  | 85    | +9.0784      | 0             |       |

### Round 12: MoveThatBlock.com Indy 225
- Distanza 225 giri[32][33][34][35]

| Podio           | Podio   | Podio | Podio            | Podio               | Podio | Podio        | Podio         | Podio |
| Pos             | Griglia | #     | Pilota           | Team                | Giri  | Tempo        | Giri in testa |       |
| --------------- | ------- | ----- | ---------------- | ------------------- | ----- | ------------ | ------------- | ----- |
| 1               | 5       | 28    | Ryan Hunter-Reay | Andretti Autosport  | 215   | 1:58:01.5843 | 71            |       |
| 2               | 2       | 2     | Oriol Servià     | Newman/Haas Racing  | 215   | +0.2361*     | 0             |       |
| 3               | 7       | 9     | Scott Dixon      | Chip Ganassi Racing | 215   | +1.4839      | 2             |       |
| * Under caution |         |       |                  |                     |       |              |               |       |

### Round 13: Indy Grand Prix of Sonoma
- Distanza 75 giri[36]

| Podio | Podio   | Podio | Podio             | Podio       | Podio | Podio        | Podio         | Podio |
| Pos   | Griglia | #     | Pilota            | Team        | Giri  | Tempo        | Giri in testa |       |
| ----- | ------- | ----- | ----------------- | ----------- | ----- | ------------ | ------------- | ----- |
| 1     | 1       | 12    | Will Power        | Team Penske | 75    | 1:47:29.7619 | 71            |       |
| 2     | 2       | 3     | Hélio Castroneves | Team Penske | 75    | +3.2420      | 0             |       |
| 3     | 3       | 6     | Ryan Briscoe      | Team Penske | 75    | +6.4494      | 4             |       |

### Round 14: Baltimore Grand Prix
- Distanza 75 giri[37][38][39]

| Podio | Podio   | Podio | Podio        | Podio                        | Podio | Podio        | Podio         | Podio |
| Pos   | Griglia | #     | Pilota       | Team                         | Giri  | Tempo        | Giri in testa |       |
| ----- | ------- | ----- | ------------ | ---------------------------- | ----- | ------------ | ------------- | ----- |
| 1     | 1       | 12    | Will Power   | Team Penske                  | 75    | 2:02:19.4998 | 70            |       |
| 2     | 14      | 2     | Oriol Servià | Newman/Haas Racing           | 75    | +10.2096     | 0             |       |
| 3     | 27      | 82    | Tony Kanaan  | KV Racing Technology – Lotus | 75    | +10.8557     | 0             |       |

### Round 15: Indy Japan: The Final
- Distanza 63 giri

| Podio | Podio   | Podio | Podio          | Podio               | Podio | Podio        | Podio         | Podio |
| Pos   | Griglia | #     | Pilota         | Team                | Giri  | Tempo        | Giri in testa |       |
| ----- | ------- | ----- | -------------- | ------------------- | ----- | ------------ | ------------- | ----- |
| 1     | 1       | 9     | Scott Dixon    | Chip Ganassi Racing | 63    | 1:56:41.0107 | 62            |       |
| 2     | 2       | 12    | Will Power     | Team Penske         | 63    | +3.4375      | 1             |       |
| 3     | 10      | 26    | Marco Andretti | Andretti Autosport  | 63    | +4.4782      | 0             |       |

### Round 16: Kentucky Indy 300
- Distanza 200 giri

| Podio | Podio   | Podio | Podio            | Podio               | Podio | Podio        | Podio         | Podio |
| Pos   | Griglia | #     | Pilota           | Team                | Giri  | Tempo        | Giri in testa |       |
| ----- | ------- | ----- | ---------------- | ------------------- | ----- | ------------ | ------------- | ----- |
| 1     | 4       | 67    | Ed Carpenter     | Sarah Fisher Racing | 200   | 1:42:02.7825 | 8             |       |
| 2     | 11      | 10    | Dario Franchitti | Chip Ganassi Racing | 200   | +0.0098      | 143           |       |
| 3     | 7       | 9     | Scott Dixon      | Chip Ganassi Racing | 200   | +0.1048      | 0             |       |

### Round 17: IZOD IndyCar World Championship
- Distanza 200 giri

La gara è stata segnata da un incidente che ha coinvolto quindici auto al dodicesimo giro della gara e quattro piloti - Dan Wheldon, Will Power, JR Hildebrand e Pippa Mann - sono stati portati in ospedale e la gara è stata fermata con la bandiera rossa. Due ore dopo è stato dato l'annuncio che Wheldon era morto per le ferite riportate, ed i piloti rimanenti hanno completato l'evento con cinque giri del circuito per onorare la memoria di Wheldon. Power è stato successivamente dimesso dall'ospedale, mentre Mann e Hildebrand sono tenuti sotto osservazione, ma in seguito sono stati dimessi. Mann ha subito un'ustione della mano e Hildebrand ha una ferita allo sterno. La IndyCar non utilizza il codice della FIA sulle interruzioni di gara (che prevede che una gara sia valida una volta giunti al quarto giro) e considera come distanza minima il 50% più un giro (101 giri in questo caso), quindi la gara, non più ripresa dopo l'incidente, non è considerata valida e non conta per le statistiche. Dario Franchitti, in testa alla classifica alla vigilia dell'evento, è stato dichiarato campione.

## Classifica finale piloti
| 1   | Dario Franchitti       | 1*  | 3   | 3   | 4   | 9    | 12   | 1*  | 7   | 1*  | 5*  | 1   | 3   | 2   | 20* | 4   | 4   | 8   | 2*  | C   | 573   |
| 2   | Will Power             | 2   | 1*  | 10  | 1*  | 5    | 14   | 3   | 1*  | 4   | 21  | 24* | 1*  | 14  | 5   | 1*  | 1*  | 2   | 19  | C   | 555   |
| 3   | Scott Dixon            | 16  | 2   | 18  | 12  | 2    | 5*   | 2   | 2   | 7   | 3   | 2   | 23  | 1*  | 3   | 5   | 5   | 1*  | 3   | C   | 518   |
| 4   | Oriol Servià           | 9   | 5   | 6   | 5   | 3    | 6    | 21  | 15  | 3   | 14  | 12  | 22  | 8   | 2   | 11  | 2   | 5   | 6   | C   | 425   |
| 5   | Tony Kanaan            | 3   | 6   | 8   | 22  | 23   | 4    | 11  | 5   | 19  | 2   | 26  | 4   | 5   | 22  | 28  | 3   | 17  | 17  | C   | 366   |
| 6   | Ryan Briscoe           | 18  | 21  | 2*  | 3   | 27   | 27   | 6   | 3   | 11  | 6   | 7   | 10  | 16  | 8   | 3   | 14  | 20  | 8   | C   | 364   |
| 7   | Ryan Hunter-Reay       | 21  | 14  | 23  | 18  | DNQ1 | 23   | 19  | 9   | 26  | 8   | 3   | 7   | 3   | 1   | 10  | 8   | 24  | 5   | C   | 347   |
| 8   | Marco Andretti         | 24  | 4   | 26  | 14  | 28   | 9    | 13  | 6   | 13  | 1   | 4   | 14  | 7   | 24  | 24  | 25  | 3   | 27  | C   | 337   |
| 9   | Graham Rahal           | 17  | 18  | 13  | 2   | 30   | 3    | 9   | 30  | 2   | 15  | 13  | 25  | 24  | 26  | 8   | 10  | 12  | 12  | C   | 320   |
| 10  | Danica Patrick         | 12  | 17  | 7   | 23  | 26   | 10   | 16  | 8   | 5   | 10  | 19  | 9   | 21  | 6   | 21  | 6   | 11  | 10  | C   | 314   |
| 11  | Hélio Castroneves      | 20  | 7   | 12  | 21  | 16   | 17   | 10  | 4   | 9   | 7   | 17  | 2   | 19  | 17  | 2   | 17  | 22  | 29  | C   | 312   |
| 12  | James Hinchcliffe      |     | 24  | 4   | 9   | 13   | 29   | 20  | 19  | 6   | 9   | 14  | 15  | 20  | 4   | 7   | 24  | 15  | 4   | C   | 302   |
| 13  | Takuma Satō            | 5   | 16  | 21  | 8   | 10   | 33   | 5   | 12  | 8   | 19  | 20  | 21  | 4   | 7   | 18  | 18  | 10  | 15  | C   | 297   |
| 14  | J. R. Hildebrand       | 11  | 13  | 17  | 10  | 12   | 2    | 23  | 18  | 21  | 4   | 8   | 11  | 25  | 21  | 23  | 19  | 7   | 20  | C   | 296   |
| 15  | Alex Tagliani          | 6   | 15  | 5   | 19  | 1    | 28   | 4   | 14  | 18  | 16  | 23  | 17  | 6   | 19  | 20  | 7   | 4   |     | C   | 296   |
| 16  | Vítor Meira            | 8   | 12  | 9   | 17  | 11   | 15   | 8   | 11  | 24  | 18  | 5   | 12  | 10  | 10  | 22  | 9   | 25  | 16  | C   | 287   |
| 17  | Mike Conway            | 23  | 22  | 1   | 6   | DNQ  | DNQ  | 24  | 17  | 12  | 24  | 22  | 8   | 26  | 25  | 16  | 23  | 9   | 18  | C   | 260   |
| 18  | E. J. Viso             | 19  | 23  | 25  | 13  | 18   | 32   | 7   | 10  | 20  | 17  | 9   | 20  | 15  | 12  | 9   | 15  | 21  | 23  | C   | 241   |
| 19  | Charlie Kimball        | 22  | 10  | 24  | 16  | 29   | 13   | 30  | 23  | 14  | 22  | 21  | 19  | 11  | 9   | 26  | 21  | 23  | 13  | C   | 233   |
| 20  | Simona de Silvestro    | 4   | 9   | 20  | 20  | 24   | 31   | 26  | 27  | 25  | DNS | 10  | 24  | 12  | 16  |     | 12  | 14  | 25  | C   | 225   |
| 21  | Ana Beatriz            | 14  |     | 19  | 24  | 33   | 21   | 22  | 22  | 17  | 23  | 11  | 13  | 17  | 14  | 13  | 16  | 19  | 24  | C   | 212   |
| 22  | James Jakes            | 15  | 25  | 15  | 15  | DNQ  | DNQ  | 25  | 28  | 15  | 25  | 18  | 18  | 23  | 18  | 19  | 27  | 13  | 21  | C   | 189   |
| 23  | Sébastien Bourdais     | DNS | 11  | 27  | 26  |      |      |     |     |     |     | 6   | 6   | 9   |     | 6   | 28  | 6   |     |     | 188   |
| 24  | Justin Wilson          | 10  | 19  | 22  | 7   | 20   | 16   | 17  | 21  | 10  | 12  | 15  | 5   | Wth |     |     |     |     |     |     | 183   |
| 25  | Sebastián Saavedra     | 13  | 26  | 14  | 11  | DNQ  | DNQ  | 28  | 29  | 23  | 20  | 25  | 16  | 27  | 15  | 14  | 13  |     |     | C   | 178   |
| 26  | Ed Carpenter           |     |     |     |     | 8    | 11   | 18  | 16  | 16  | 11  |     |     | 22  | 11  | 25  | 20  |     | 1   | C   | 175   |
| 27  | Alex Lloyd             |     |     |     |     | 31   | 19   | 14  | 24  | 22  | 13  |     |     |     | 13  |     |     |     | 26  | C   | 85    |
| 28  | Dan Wheldon            |     |     |     |     | 6    | 1    |     |     |     |     |     |     |     |     |     |     |     | 14  | C2  | 75    |
| 29  | Paul Tracy             |     |     | 16  |     | 25   | 25   | 12  | 13  |     |     | 16  | 26  |     |     |     |     |     |     | C   | 68    |
| 30  | Raphael Matos          | 7   | 20  | 11  | 25  | DNQ  | DNQ  |     |     |     |     |     |     |     |     |     |     |     |     |     | 67    |
| 31  | Simon Pagenaud         |     | 8   |     |     |      |      |     |     |     |     |     |     | 13  |     | 15  |     |     |     |     | 56    |
| 32  | Tomas Scheckter        |     |     |     |     | 22   | 8    |     |     |     |     |     |     |     | 23  |     | 22  |     |     | C   | 52    |
| 33  | Martin Plowman         |     |     |     |     |      |      |     |     |     |     |     |     | 18  |     | 12  | 11  |     |     |     | 49    |
| 34  | Buddy Rice             |     |     |     |     | 7    | 18   |     |     |     |     |     |     |     |     |     |     |     | 9   | C   | 42    |
| 35  | Townsend Bell          |     |     |     |     | 4    | 26   |     |     |     |     |     |     |     |     |     |     |     | 11  | C   | 40    |
| 36  | Giorgio Pantano        |     |     |     |     |      |      |     |     |     |     |     |     |     |     | 17  | 26  | 16  |     |     | 37    |
| 37  | Wade Cunningham        |     |     |     |     |      |      | 29  | 26  |     |     |     |     |     |     |     |     |     | 7   | C   | 36    |
| 38  | Pippa Mann             |     |     |     |     | 32   | 20   |     |     |     |     |     |     |     | DNS |     |     |     | 22  | C   | 32    |
| 39  | Bertrand Baguette      |     |     |     |     | 14   | 7    |     |     |     |     |     |     |     |     |     |     |     |     |     | 30    |
| 40  | Jay Howard             |     |     |     |     | 21   | 30   | 15  | 20  |     |     |     |     |     |     |     |     |     |     | C   | 27    |
| 41  | Davey Hamilton         |     |     |     |     | 15   | 24   | 27  | 25  |     |     |     |     |     |     |     |     |     |     | C   | 26    |
| 42  | John Andretti          |     |     |     |     | 17   | 22   |     |     |     |     |     |     |     |     |     |     |     |     |     | 16    |
| 43  | Hideki Mutoh           |     |     |     |     |      |      |     |     |     |     |     |     |     |     |     |     | 18  |     |     | 12    |
| 44  | João Paulo de Oliveira |     |     |     |     |      |      |     |     |     |     |     |     |     |     |     |     | 26  |     |     | 10    |
| 45  | Ho-Pin Tung            |     |     |     |     | DNQ  | DNQ  |     |     |     |     |     |     |     |     | 27  |     |     |     |     | 10    |
| 46  | Dillon Battistini      |     |     |     |     |      |      |     |     |     |     |     |     |     |     |     |     |     | 28  |     | 10    |
| 47  | Bruno Junqueira        |     |     |     |     | 19   | Wth1 |     |     |     |     |     |     |     |     |     |     |     |     |     | 4     |
|     | Patrick Carpentier     |     |     |     |     | DNQ  | DNQ  |     |     |     |     |     |     |     |     |     |     |     |     |     | 0     |
|     | Scott Speed            |     |     |     |     | DNQ  | DNQ  |     |     |     |     |     |     |     |     |     |     |     |     |     | 0     |
| Pos | Pilota                 | STP | ALA | LBH | SAO | QLF  | 500  | R1  | R2  | MIL | IOW | TOR | EDM | MDO | NHA | SNM | BAL | MOT | KTY | LSV | Punti |
| Pos | Pilota                 | STP | ALA | LBH | SAO | INDY | INDY | TXS | TXS | MIL | IOW | TOR | EDM | MDO | NHA | SNM | BAL | MOT | KTY | LSV | Punti |

| Colore   | Risultati                   |
| -------- | --------------------------- |
| Oro      | Vincitore                   |
| Argento  | 2º posto                    |
| Bronzo   | 3º posto                    |
| Verde    | 4° & 5º posto               |
| Celeste  | 6º–10º posto                |
| Blu      | Finita (Fuori dalla Top 10) |
| Viola    | Non finita                  |
| Rosso    | Non qualificato (DNQ)       |
| Marrone  | Ritirato (Wht)              |
| Nero     | Squalificato (DSQ)          |
| Bianco 1 | Non Partito (DNS)           |
| Bianco 2 | Gara Cancellata (C)         |
| Vuoto    | Non Partecipa               |

| Note               |                                                                                    |
| Grassetto          | Pole position (1 punto) Escluso:Indianapolis 500                                   |
| Corsivo            | Giro più veloce                                                                    |
| *                  | Maggior numero di giri in testa (2 points)                                         |
| DNS                | Qualsiasi pilota che si qualifica ma non parte (DNS), guadagna la metà dei punti . |
| Rookie of the Year |                                                                                    |
| Rookie             |                                                                                    |

| Colore   | Risultati                   |
| -------- | --------------------------- |
| Oro      | Vincitore                   |
| Argento  | 2º posto                    |
| Bronzo   | 3º posto                    |
| Verde    | 4° & 5º posto               |
| Celeste  | 6º–10º posto                |
| Blu      | Finita (Fuori dalla Top 10) |
| Viola    | Non finita                  |
| Rosso    | Non qualificato (DNQ)       |
| Marrone  | Ritirato (Wht)              |
| Nero     | Squalificato (DSQ)          |
| Bianco 1 | Non Partito (DNS)           |
| Bianco 2 | Gara Cancellata (C)         |
| Vuoto    | Non Partecipa               |

| Note               |                                                                                    |
| Grassetto          | Pole position (1 punto) Escluso:Indianapolis 500                                   |
| Corsivo            | Giro più veloce                                                                    |
| *                  | Maggior numero di giri in testa (2 points)                                         |
| DNS                | Qualsiasi pilota che si qualifica ma non parte (DNS), guadagna la metà dei punti . |
| Rookie of the Year |                                                                                    |
| Rookie             |                                                                                    |

I punti vengono assegnati ai piloti in base al seguente schema:
| Posizione                     | 1  | 2  | 3  | 4  | 5  | 6  | 7  | 8  | 9  | 10 | 11 | 12 | 13 | 14 | 15 | 16 | 17 | 18 | 19 | 20 | 21 | 22 | 23 | 24 | 25 | 26 | 27 | 28 | 29 | 30 | 31 | 32 | 33 |
| ----------------------------- | -- | -- | -- | -- | -- | -- | -- | -- | -- | -- | -- | -- | -- | -- | -- | -- | -- | -- | -- | -- | -- | -- | -- | -- | -- | -- | -- | -- | -- | -- | -- | -- | -- |
| Tutte le gare (escluso Texas) | 50 | 40 | 35 | 32 | 30 | 28 | 26 | 24 | 22 | 20 | 19 | 18 | 17 | 16 | 15 | 14 | 13 | 12 | 12 | 12 | 12 | 12 | 12 | 12 | 10 | 10 | 10 | 10 | 10 | 10 | 10 | 10 | 10 |
| Texas                         | 25 | 20 | 18 | 16 | 15 | 14 | 13 | 12 | 11 | 10 | 9  | 9  | 8  | 8  | 7  | 7  | 6  | 6  | 6  | 6  | 6  | 6  | 6  | 6  | 5  | 5  | 5  | 5  | 5  | 5  | 5  | 5  | 5  |
| Indy QLF                      | 15 | 13 | 12 | 11 | 10 | 9  | 8  | 7  | 6  | 4  | 4  | 4  | 4  | 4  | 4  | 4  | 4  | 4  | 4  | 4  | 4  | 4  | 4  | 4  | 3  | 3  | 3  | 3  | 3  | 3  | 3  | 3  | 3  |

- Punti extra assegnati per le qualifiche ad Indianapolis in base alle prestazioni dei piloti.
- Il Texas è diviso in due gare nello stesso giorno. Ognuno assegna metà punti

Note
1 Dopo le qualifiche per la 500 Miglia di Indianapolis, Bruno Junqueira è stato sostituito da Ryan Hunter-Reay, che non si era qualificato per la gara. Junqueira ha ricevuto punti per la qualifica (19 ° posto).

2 Al Las Vegas Indy 300, Dan Wheldon è morto per le ferite riportate in un incidente che ha coinvolto 15 auto al giro 11. Aveva 33 anni. La gara è stata annullata, i risultati sono stati cancellati, e le statistiche non contano.